# Prêmio Extra de Televisão de Revelação Feminina
O Prêmio Extra de Televisão de Revelação Feminina é um dos prêmios oferecidos durante a realização do Prêmio Extra de Televisão, destinado à melhor atriz revelação da televisão brasileira.

## Vencedores e indicados
– Vencedora
| Ano  | Atriz               | Novela                       |
| ---- | ------------------- | ---------------------------- |
| 2007 | Samantha Schmutz    | Zorra Total                  |
| 2008 | Katiuscia Canoro    | Zorra Total                  |
| 2011 | Thalita Carauta     | Zorra Total                  |
| 2011 | Giovanna Lancelloti | Insensato Coração            |
| 2011 | Lua Blanco          | Rebelde                      |
| 2011 | Luana Martau        | Cordel Encantado             |
| 2011 | Natalia Klein       | Macho Man                    |
| 2011 | Vera Mancini        | Morde & Assopra              |
| 2013 | Tatá Werneck        | Amor à Vida                  |
| 2013 | Dani Moreno         | Salve Jorge                  |
| 2013 | Maria Casadevall    | Amor à Vida                  |
| 2013 | Mart'nália          | Pé na Cova                   |
| 2013 | Solange Badim       | Salve Jorge                  |
| 2013 | Thammy Miranda      | Salve Jorge                  |
| 2015 | Camila Queiroz      | Verdades Secretas            |
| 2015 | Arianne Botelho     | Amorteamo                    |
| 2015 | Carla Cristina      | A Regra do Jogo              |
| 2015 | Flora Diegues       | Além do Tempo                |
| 2015 | Isabella Santoni    | Malhação Sonhos              |
| 2015 | Letícia Lima        | A Regra do Jogo              |
| 2016 | Lucy Alves          | Velho Chico                  |
| 2016 | Amanda de Godoi     | Malhação: Seu Lugar no Mundo |
| 2016 | Camila Márdila      | Justiça                      |
| 2016 | Giullia Buscacio    | Velho Chico                  |
| 2016 | Lellêzinha          | Totalmente Demais            |
| 2016 | Mariene de Castro   | Velho Chico                  |
| 2017 | Carol Duarte        | A Força do Querer            |
| 2017 | Daphne Bozaski      | Malhação: Viva a Diferença   |
| 2017 | Isabela Dragão      | Novo Mundo                   |
| 2017 | Rayanne Morais      | Belaventura                  |
| 2017 | Valentina Herszage  | Pega Pega                    |
| 2017 | Vitória Strada      | Tempo de Amar                |